# Вольфхаген
Вольфхаген (нем. Wolfhagen) — город в Германии, в земле Гессен. Подчинён административному округу Кассель. Входит в состав района Кассель.  Население составляет 12 847 человек (на 31 декабря 2010 года). Занимает площадь 111,95 км². Официальный код — 06 6 33 028.